# Chappaquiddick
Chappaquiddick ist eine kleine Insel vor der Küste des US-Bundesstaats Massachusetts im Dukes County und ist Teil der Stadt Edgartown. Sie liegt östlich der Insel Martha’s Vineyard. Eine kleine Fährlinie verbindet sie mit der Hauptinsel.
Chappaquiddick hat eine Fläche von 15,915 km², auf der im Jahr 2000 ganzjährig 172 Menschen lebten. Die alteingesessenen Einwohner sehen sich nicht als Bewohner Edgartowns.
 
Die Insel wurde bekannt, als Mary Jo Kopechne am 18. Juli 1969 bei einem von US-Senator Edward Kennedy verursachten Autounfall getötet wurde. Da Kennedy den Unfallort ohne Erlaubnis verlassen hatte, wurde er zu zwei Monaten Haft verurteilt, die er aber nicht antreten musste. Nach allgemeiner Ansicht reduzierte sein Verhalten im Zusammenhang mit diesem Unfall allerdings entscheidend seine Chancen, Präsident der Vereinigten Staaten zu werden.